# کارلوس گوتیرز
کارلوس میگوئل گوتیرز (به انگلیسی: Carlos Miguel Gutierrez) سی پنجمین وزیر بازرگانی کشور آمریکا (از ۲۰۰۵–۲۰۰۹) بود.
او در کوبا زاده شده است.
گوتیرز همچنین از روسای شرکت کلاگ در آمریکا است.